# Joseph Gomis
Pour les articles homonymes, voir Gomis.
Joseph Gomis, né le 2 juillet 1978 à Évreux (France), est un joueur international français puis entraîneur de basket-ball, ayant évolué au poste de meneur de jeu.

## Biographie

### Carrière
Né et ayant été formé à Évreux, Joseph Gomis fait ses premières armes avec l'ALM Évreux Basket, après un court passage au Centre fédéral. La relégation du club en 2001 le pousse à quitter la Normandie. Il part jouer à Nancy où il remporte la coupe Korać en 2002.
Il réalise une grande partie de sa carrière en Espagne (Lugo, Valladolid, Málaga) avant de passer en Belgique par le Spirou Charleroi. Il rentre en France en 2011 afin de participer au projet de remontée en Pro A du CSP Limoges. Il remporte le championnat de France de Pro A avec le club limougeaud en 2014.

En juin 2014, il s'engage pour deux saisons avec la JSF Nanterre avec laquelle il remporte son deuxième trophée européen, l'EuroChallenge 2015. Toutefois, il ne va pas au bout de son contrat et quitte la JSF en juin 2015. Il s'engage avec le Paris-Levallois Basket pour la saison 2015-2016. Finalement, il ne porte pas le maillot du PL et décide de mettre un terme à sa carrière le 26 août 2015.

### International français
Il est sélectionné en équipe de France pour la première fois le 6 août 2004 à L'Alpe d'Huez contre la Belgique. Il participe au championnat du monde au Japon en 2006.

### Suspension pour dopage (2013)
À la suite d'un contrôle antidopage positif le 29 mars 2013 à l'issue d'une rencontre contre l'ASVEL Lyon-Villeurbanne, il est suspendu six mois. Il explique avoir voulu soigner une sinusite en prenant un produit interdit prescrit à son épouse. Convaincu de sa bonne foi, Frédéric Forte, le président du CSP Limoges lui assure son soutien en expliquant, que lors de cette rencontre, Joseph Gomis avait livré une piètre prestation correspondant plus à la performance d'un joueur malade qu'à celle d'un joueur dopé. Le joueur annonce ensuite qu'il accepte la sanction et qu'il ne désire pas faire appel de celle-ci. Il revient à la compétition le 14 décembre 2013 face à l'Élan sportif chalonnais.

### Reconversion
Il se reconvertit d'abord dans le coaching personnel de joueurs de basket-ball professionnels, en s'occupant notamment de Nicolas Batum. Le 19 janvier 2018, il rejoint l'encadrement de l'ASVEL Lyon-Villeurbanne comme assistant de TJ Parker, chargé notamment du développement individuel des joueurs.
Le 22 novembre 2021, il est nommé assistant du sélectionneur de l'équipe de France masculine, Vincent Collet, avec la même fonction qu'à l'ASVEL autour du développement individuel des joueurs.

### Vie privée
Son fils, Marcus, est également joueur professionnel de basket-ball.

## Clubs successifs
- 1996 - 2001 :  ALM Évreux Basket (Pro A)
- 2001 - 2002 :  SLUC Nancy (Pro A)
- 2002 - 2005 :  Leche Rio Lugo (Liga ACB)
- 2005 - 2008 :  Grupo Capitol Valladolid (Liga ACB)
- 2008 - 2010 :  Unicaja Málaga (Liga ACB)
- 2010 - 2011 :  Spirou Charleroi (Ethias League)
- 2011 - 2014 :  Limoges CSP (Pro B, Pro A)
- 2014 - 2015 :  JSF Nanterre (Pro A)

## Palmarès

### En club
- Avec le SLUC Nancy : 
  - Vainqueur de la Coupe Korać en 2002
- Avec le Spirou de Charleroi:
  - Champion de Belgique en 2011
- Avec le CSP Limoges :
  - Finaliste de la Coupe de France en 2012
  - Champion de France de Pro B en 2012
  - Trophée du MVP français de Pro B en 2012
  - Vainqueur du Match des champions en 2012
  - Champion de France de Pro A en 2014
- Avec la JSF Nanterre :
  - Vainqueur de l'EuroChallenge en 2015

### En sélection
- au Championnat d'Europe Junior : 1996
- 5e au Championnat du Monde 2006 au Japon.

### Distinctions personnelles
- MVP français de Pro B en 2012 (CSP Limoges)

### Entraîneur adjoint
- Vainqueur de la Coupe de France en 2019
- Vainqueur du Championnat de France en 2019
- Vainqueur de la Coupe de France en 2021
- Vainqueur du Championnat de France en 2021